# Lugnet-Schanzen
Die Lugnet-Schanzen sind zwei Skisprungschanzen im Sport- und Freizeitgebiet Lugnet in der schwedischen Stadt Falun.

## Geschichte
Die ersten Nordischen Skiweltmeisterschaften 1954 in Falun fanden nicht auf der Lugnet, sondern auf dem Källviksbacken statt. Der Verein Holmens IF baute für die Nordischen Skiweltmeisterschaften 1974 zwei Schanzen. Für die Nordischen Skiweltmeisterschaften 1993 wurden die Schanzen renoviert und mit Keramikspuren ausgerüstet. Von der Saison 1979/80 bis 2001/2002 fand mehrmals mit Unterbrechung der Weltcup statt. Fünfmal machte das Nordic Tournament in Falun Station.
Danach wurden die Lugnet-Schanzen für längere Zeit nicht mehr für Weltcups genutzt. Auf der Normalschanze fanden bis 2010 noch einige Sommerwettbewerbe im zweitklassigen Continental Cup und im drittklassigen FIS-Cup statt. Die Großschanze war veraltet und wurde stillgelegt.
Die Nordischen Skiweltmeisterschaften 2015 wurden 2010 nach Falun vergeben. Für die Weltmeisterschaften sollten die Normal- und Großschanze bis 2012 modernisiert, aber man hat erst im Sommer 2012 mit den Erdarbeiten begonnen, um die neuen Aufsprunghügelprofile anzupassen und dazu mussten Stahlgitter mit Steinmaterial gefüllt werden. Die im Vorfeld der Nordischen Skiweltmeisterschaften 1974 errichteten Stahl-Anlauftürme bleiben erhalten. Die Schanzenprofile der alten Normalschanze K 90 und Großschanze K 115 werden vollkommen verändert, es entstehen die neuen K 90 (Hillsize 100) und K 120 (Hillsize 134). Es werden im Anlauf neue Eis-Keramik-Spuren des slowenischen Herstellers MANA eingebaut. Der Schanzenturm und die Blenden werden der Anlauftürme aus Glas gestaltet. Auf der neuen Großschanze K 120 wird ein neuer Aussichtspunkt geschaffen. Außerdem entstand an der K 120 ein neuer Technikraum, die Schanze wurde erstmals mit Matten belegt, ein neuer Trainerturm gebaut, der alte vorhandene Kampfrichterturm wurde ganz neu gestaltet und es wurde eine neue Seilbahn gebaut. Daneben sollten ursprünglich vier neue Jugendschanzen K 10, K 15, K 35, K 60 für 1,7 Mio. Euro entstehen. Zwischenzeitlich war deren Bau fraglich, obwohl die Jugendschanzen dringend benötigt wurden, damit es nach den Nordischen Skiweltmeisterschaften 2015 mit dem Skispringen in Falun weiter ging. Letztlich wurden bis Ende 2015 drei Schanzen K 8, K 15 und K 35 für den Nachwuchs errichtet.
Im Januar 2014 fanden die ersten Sprünge auf der Normalschanze statt. Am 7. und 8. Februar 2014 wurde im Rahmen der schwedischen Meisterschaften die Normalschanze vier Jahre nach der Stilllegung offiziell wieder eingeweiht. Im Februar und März 2014 wurden auf den beiden Schanzen zahlreiche Testwettkämpfe für die WM 2015 durchgeführt. Die Schanzen sollten auch danach wieder öfter für Wettkämpfe genutzt werden, allerdings ist die Großschanze seither weitgehend ungenutzt.
Bei den Nordischen Skiweltmeisterschaften 2015 landete Severin Freund im Teamspringen der Herren am 28. Februar bei einer Weite von 143 m. Dies ist die größte jemals auf der Schanze gesprungene Weite, die allerdings nicht als Schanzenrekord gilt, da Freund den Sprung aufgrund des hohen Landedrucks nicht stehen konnte und mit der Hand in den Schnee griff. Damit gilt immer noch die ebenfalls von Freund im Einzelwettbewerb gesprungene Weite von 135,5 m als Schanzenrekord.

### Entwicklung des Schanzenrekordes
Aufstellung über die Entwicklung des offiziellen Schanzenrekordes auf der Großschanze.
| Datum                | Name            | Weite   |
| -------------------- | --------------- | ------- |
| 8. März 1985         | Andreas Felder  | 115,5 m |
| 6. Dezember 1992     | Lasse Ottesen   | 116,5 m |
| nach Umbau auf K115  |                 |         |
| 21. Februar 1993     | Espen Bredesen  | 125,5 m |
| 11. März 1998        | Primož Peterka  | 128,0 m |
| 13. März 2002        | Matti Hautamäki | 130,5 m |
| nach Umbau auf HS134 |                 |         |
| 25. Februar 2014     | Kamil Stoch     | 129,5 m |
| 26. Februar 2014     | Simon Ammann    | 129,5 m |
| 26. Februar 2014     | Severin Freund  | 133,0 m |
| 26. Februar 2014     | Noriaki Kasai   | 133,0 m |
| 26. Februar 2014     | Kamil Stoch     | 134,5 m |
| 26. Februar 2014     | Severin Freund  | 135,0 m |
| 25. Februar 2015     | Rune Velta      | 135,0 m |
| 26. Februar 2015     | Severin Freund  | 135,5 m |

Weiteste Sprünge
- 143,0 m –  Severin Freund – 28. Februar 2015 (WM 2015)

## Internationale Wettbewerbe
Genannt werden alle von der FIS organisierten Sprungwettbewerbe.
| Datum              | Sportart                                     | Kategorie           | Schanze | 1. Platz                                                                | 2. Platz                                                                      | 3. Platz                                                                       |
| ------------------ | -------------------------------------------- | ------------------- | ------- | ----------------------------------------------------------------------- | ----------------------------------------------------------------------------- | ------------------------------------------------------------------------------ |
| 16. Februar 1974   | Skispringen, Männer                          | Weltmeisterschaften | K89     | Hans-Georg Aschenbach                                                   | Dietrich Kampf                                                                | Alexei Borowitin                                                               |
| 17. Februar 1974   | Nordische Kombination                        | Weltmeisterschaften | K89     | Ulrich Wehling                                                          | Günter Deckert                                                                | Stefan Hula                                                                    |
| 23. Februar 1974   | Skispringen, Männer                          | Weltmeisterschaften | K112    | Hans-Georg Aschenbach                                                   | Heinz Wosipiwo                                                                | Rudolf Höhnl                                                                   |
| 11. März 1980      | Skispringen, Männer                          | Weltcup             | K89     | Jouko Törmänen                                                          | Jari Puikkonen                                                                | Armin Kogler                                                                   |
| 10. März 1981      | Skispringen, Männer                          | Weltcup             | K89     | Armin Kogler                                                            | Horst Bulau                                                                   | Johan Sætre                                                                    |
| 25. Februar 1983   | Skispringen, Männer                          | Weltcup             | K89     | Horst Bulau                                                             | Matti Nykänen                                                                 | Olav Hansson                                                                   |
| 27. Februar 1983   | Skispringen, Männer                          | Weltcup             | K112    | Matti Nykänen                                                           | Armin Kogler                                                                  | Ole Bremseth                                                                   |
| 24. Februar 1984   | Nordische Kombination                        | Weltcup             | K89     | Rauno Miettinen                                                         | Tom Sandberg                                                                  | Geir Andersen                                                                  |
| 6. März 1984       | Skispringen, Männer                          | Weltcup             | K89     | Jiří Parma                                                              | Jeff Hastings                                                                 | Adolf Hirner                                                                   |
| 8. März 1985       | Skispringen, Männer                          | Weltcup             | K112    | Andreas Felder                                                          | Pavel Ploc                                                                    | Ernst Vettori                                                                  |
| 6. März 1987       | Nordische Kombination                        | Weltcup             | K89     | Torbjørn Løkken                                                         | Thomas Müller                                                                 | Hermann Weinbuch                                                               |
| 8. März 1987       | Skispringen, Männer                          | Weltcup             | K112    | Matti Nykänen                                                           | Pekka Suorsa                                                                  | Andreas Felder                                                                 |
| 12. März 1988      | Nordische Kombination                        | Weltcup             | K89     | Klaus Sulzenbacher                                                      | Wassili Sawin                                                                 | Sami Leinonen                                                                  |
| 11. März 1989      | Nordische Kombination                        | Weltcup             | K89     | Trond Einar Elden                                                       | Thomas Abratis                                                                | Allar Levandi                                                                  |
| 12. März 1989      | Skispringen, Männer                          | Weltcup             | K112    | Wettkampf abgesagt                                                      | Wettkampf abgesagt                                                            | Wettkampf abgesagt                                                             |
| 11. März 1990      | Skispringen, Männer                          | Weltcup             | K112    | Wettkampf abgesagt                                                      | Wettkampf abgesagt                                                            | Wettkampf abgesagt                                                             |
| 8. März 1991       | Nordische Kombination                        | Weltcup             | K89     | Trond Einar Elden                                                       | Fabrice Guy                                                                   | Klaus Sulzenbacher                                                             |
| 10. März 1991      | Skispringen, Männer                          | Weltcup             | K112    | Mikael Martinsson                                                       | Dieter Thoma                                                                  | Ernst Vettori                                                                  |
| 8. März 1992       | Skispringen, Männer                          | Weltcup             | K115    | Wettkampf abgesagt                                                      | Wettkampf abgesagt                                                            | Wettkampf abgesagt                                                             |
| 5. Dezember 1992   | Skispringen, Männer                          | Weltcup             | K115    | Werner Rathmayr                                                         | Urban Franc                                                                   | Heinz Kuttin                                                                   |
| 6. Dezember 1992   | Skispringen, Männer                          | Weltcup             | K115    | Werner Rathmayr                                                         | Andreas Goldberger                                                            | Lasse Ottesen                                                                  |
| 18. Februar 1993   | Nordische Kombination                        | Weltmeisterschaften | K90     | Kenji Ogiwara                                                           | Knut Tore Apeland                                                             | Trond Einar Elden                                                              |
| 21. Februar 1993   | Skispringen, Männer                          | Weltmeisterschaften | K115    | Espen Bredesen                                                          | Jaroslav Sakala                                                               | Andreas Goldberger                                                             |
| 23. Februar 1993   | Skispringen, Männer                          | Weltmeisterschaften | K115    | NorwegenBjørn Myrbakken Helge Brendryen Øyvind Berg Espen Bredesen      | Tschechien/ SlowakeiFrantišek Jež Jiří Parma Jaroslav Sakala Martin Švagerko  | ÖsterreichErnst Vettori Heinz Kuttin Stefan Horngacher Andreas Goldberger      |
| 25. Februar 1993   | Nordische Kombination                        | Weltmeisterschaften | K90     | JapanTakanori Kōno Masashi Abe Kenji Ogiwara                            | NorwegenTrond Einar Elden Knut Tore Apeland Fred Børre Lundberg               | DeutschlandThomas Dufter Jens Deimel Hans-Peter Pohl                           |
| 27. Februar 1993   | Skispringen, Männer                          | Weltmeisterschaften | K90     | Masahiko Harada                                                         | Andreas Goldberger                                                            | Jaroslav Sakala                                                                |
| 3. Februar 1995    | Nordische Kombination                        | Weltcup             | K115    | Kenji Ogiwara                                                           | Takanori Kōno                                                                 | Mario Stecher                                                                  |
| 4. Februar 1995    | Skispringen, Männer                          | Weltcup             | K90     | Roberto Cecon                                                           | Takanobu Okabe                                                                | Jens Weißflog                                                                  |
| 5. Februar 1995    | Skispringen, Männer                          | Weltcup             | K115    | Espen Bredesen                                                          | Jani Soininen                                                                 | Naoto Itō Kazuyoshi Funaki                                                     |
| 8. März 1996       | Nordische Kombination                        | Weltcup             | K115    | Hannu Manninen                                                          | Kenji Ogiwara                                                                 | Jari Mantila                                                                   |
| 13. März 1996      | Skispringen, Männer                          | Weltcup             | K90     | Primož Peterka                                                          | Adam Małysz                                                                   | Jens Weißflog                                                                  |
| 13. März 1997      | Skispringen, Männer                          | Weltcup             | K115    | Primož Peterka                                                          | Dieter Thoma                                                                  | Hiroya Saitō                                                                   |
| 10. März 1998      | Nordische Kombination                        | Weltcup             | K115    | Mario Stecher                                                           | Bjarte Engen Vik                                                              | Fred Børre Lundberg                                                            |
| 11. März 1998      | Skispringen, Männer                          | Weltcup             | K115    | Primož Peterka                                                          | Andreas Widhölzl                                                              | Hiroya Saitō                                                                   |
| 9. März 1999       | Nordische Kombination                        | Weltcup             | K115    | Ladislav Rygl                                                           | Kenji Ogiwara                                                                 | Hannu Manninen                                                                 |
| 11. März 1999      | Skispringen, Männer                          | Weltcup             | K115    | Martin Schmitt                                                          | Hideharu Miyahira                                                             | Masahiko Harada                                                                |
| 7. März 2001       | Skispringen, Männer                          | Weltcup             | K115    | Adam Małysz                                                             | Martin Schmitt                                                                | Wolfgang Loitzl                                                                |
| 9. März 2002       | Nordische Kombination                        | Weltcup             | K115    | Wettkampf abgesagt                                                      | Wettkampf abgesagt                                                            | Wettkampf abgesagt                                                             |
| 13. März 2002      | Skispringen, Männer                          | Weltcup             | K115    | Matti Hautamäki                                                         | Martin Schmitt                                                                | Sven Hannawald Janne Ahonen                                                    |
| 31. August 2002    | Skispringen, Männer                          | Continental Cup     | K90     | Andreas Kofler                                                          | Kalle Keituri                                                                 | Reinhard Schwarzenberger                                                       |
| 1. September 2002  | Skispringen, Männer                          | Continental Cup     | K90     | Wettkampf abgesagt                                                      | Wettkampf abgesagt                                                            | Wettkampf abgesagt                                                             |
| 8. September 2007  | Skispringen, Männer                          | FIS-Cup             | HS98    | Johan Eriksson                                                          | Kenneth Gangnes                                                               | Carl Nordin                                                                    |
| 9. September 2007  | Skispringen, Männer                          | FIS-Cup             | HS98    | Kenneth Gangnes                                                         | Iwan Tschumyschew                                                             | Ole Marius Ingvaldsen                                                          |
| 11. Oktober 2008   | Skispringen, Männer                          | Continental Cup     | HS98    | Daniel Lackner                                                          | Severin Freund                                                                | Jörg Ritzerfeld                                                                |
| 12. Oktober 2008   | Skispringen, Männer                          | Continental Cup     | HS98    | Daniel Lackner                                                          | Danny Queck                                                                   | Christian Ulmer                                                                |
| 19. September 2009 | Skispringen, Männer                          | FIS-Cup             | HS98    | Nico Hermann                                                            | Jörg Ritzerfeld                                                               | Tord Markussen Hammer                                                          |
| 20. September 2009 | Skispringen, Männer                          | FIS-Cup             | HS98    | Tord Markussen Hammer                                                   | Fredrik Balkåsen                                                              | Stefan Lang                                                                    |
| 25. September 2010 | Skispringen, Frauen                          | Continental Cup     | HS98    | Daniela Iraschko                                                        | Lindsey Van                                                                   | Jessica Jerome                                                                 |
| 25. September 2010 | Skispringen, Männer                          | FIS-Cup             | HS98    | Tord Markussen Hammer                                                   | Peter Frenette                                                                | Carl Nordin                                                                    |
| 26. September 2010 | Skispringen, Frauen                          | Continental Cup     | HS98    | Daniela Iraschko                                                        | Jacqueline Seifriedsberger                                                    | Lindsey Van                                                                    |
| 26. September 2010 | Skispringen, Männer                          | FIS-Cup             | HS98    | Peter Frenette                                                          | Fredrik Balkåsen                                                              | Tord Markussen Hammer                                                          |
| 26. Februar 2014   | Skispringen, Männer                          | Weltcup             | HS134   | Severin Freund                                                          | Peter Prevc                                                                   | Noriaki Kasai                                                                  |
| 1. März 2014       | Skispringen, Männer                          | Continental Cup     | HS100   | Rok Justin                                                              | Cene Prevc                                                                    | Daniel Wenig                                                                   |
| 1. März 2014       | Skispringen, Frauen                          | Continental Cup     | HS100   | Nina Lussi                                                              | Joanna Szwab                                                                  | Wendy Vuik                                                                     |
| 2. März 2014       | Skispringen, Männer                          | Continental Cup     | HS100   | Daniel Wenig                                                            | Rok Justin                                                                    | Stefan Hayböck                                                                 |
| 2. März 2014       | Skispringen, Frauen                          | Continental Cup     | HS100   | Susanna Forsström                                                       | Nina Lussi                                                                    | Nita Englund                                                                   |
| 15. März 2014      | Skispringen, Frauen                          | Weltcup             | HS100   | Sara Takanashi                                                          | Yūki Itō                                                                      | Julia Kykkänen                                                                 |
| 16. März 2014      | Skispringen, Frauen                          | Weltcup             | HS100   | Wettkampf wegen zu starker Windböen abgebrochen                         | Wettkampf wegen zu starker Windböen abgebrochen                               | Wettkampf wegen zu starker Windböen abgebrochen                                |
| 18. Januar 2015    | Skispringen, Frauen                          | Continental Cup     | HS100   | Anette Sagen                                                            | Taylor Henrich                                                                | Susanna Forsström                                                              |
| 18. Januar 2015    | Skispringen, Frauen                          | Continental Cup     | HS100   | Taylor Henrich                                                          | Anette Sagen                                                                  | Zdeňka Pešatová                                                                |
| 20. Februar 2015   | Nordische Kombination, Herren                | Weltmeisterschaften | HS100   | Johannes Rydzek                                                         | Alessandro Pittin                                                             | Jason Lamy Chappuis                                                            |
| 21. Februar 2015   | Skispringen, Frauen                          | Weltmeisterschaften | HS100   | Carina Vogt                                                             | Yūki Itō                                                                      | Daniela Iraschko-Stolz                                                         |
| 21. Februar 2015   | Skispringen, Herren                          | Weltmeisterschaften | HS100   | Rune Velta                                                              | Severin Freund                                                                | Stefan Kraft                                                                   |
| 20. Februar 2015   | Nordische Kombination, Staffel 4×5 km Herren | Weltmeisterschaften | HS100   | DeutschlandJohannes Rydzek Tino Edelmann Fabian Rießle Eric Frenzel     | NorwegenJørgen Graabak Mikko Kokslien Magnus Moan Håvard Klemetsen            | FrankreichFrançois Braud Maxime Laheurte Sébastien Lacroix Jason Lamy Chappuis |
| 22. Februar 2015   | Skispringen, Mixed Team                      | Weltmeisterschaften | HS100   | DeutschlandSeverin Freund Richard Freitag Carina Vogt Katharina Althaus | NorwegenAnders Bardal Rune Velta Line Jahr Maren Lundby                       | JapanNoriaki Kasai Taku Takeuchi Sara Takanashi Yūki Itō                       |
| 26. Februar 2015   | Nordische Kombination, Herren                | Weltmeisterschaften | HS134   | Bernhard Gruber                                                         | François Braud                                                                | Johannes Rydzek                                                                |
| 26. Februar 2015   | Skispringen, Herren                          | Weltmeisterschaften | HS134   | Severin Freund                                                          | Gregor Schlierenzauer                                                         | Rune Velta                                                                     |
| 28. Februar 2015   | Nordische Kombination, Teamsprint Herren     | Weltmeisterschaften | HS134   | FrankreichJason Lamy Chappuis François Braud                            | DeutschlandJohannes Rydzek Eric Frenzel                                       | NorwegenHåvard Klemetsen Magnus Moan                                           |
| 28. Februar 2015   | Skispringen, Herren Team                     | Weltmeisterschaften | HS134   | NorwegenAnders Bardal Anders Jacobsen Anders Fannemel Rune Velta        | ÖsterreichStefan Kraft Michael Hayböck Manuel Poppinger Gregor Schlierenzauer | PolenPiotr Żyła Klemens Murańka Jan Ziobro Kamil Stoch                         |